# 石黑史剛
石黑史剛（日语：／ Ishiguro Fumitake，12月12日—）是一名日本男性聲優，愛知縣豐川市出身，Kenyu Office所屬。

## 經歷
就讀於Mausu Promotion附屬演員培訓所、Amusement Media綜合學院、映像技術學院。曾隸屬於Jac in production，於2018年4月1日起隸屬於Kenyu Office，為旗下培訓藝人。

## 人物
方言為三河方言。興趣是欣賞音樂與現場演唱會。特技包括吉他演奏、貝斯演奏與舞蹈。

## 演出作品
※粗體字為主要角色。

### 電視動畫
2015年
- 關於完全聽不懂老公在說什麼的事 第2期（男性客C）

2018年
- 閃亮模力小天才（叔叔）
- 慕留人-火影忍者新世代-（紺土）
- 青春豬頭少年不會夢到兔女郎學姊（校長）

2019年
- 多羅羅（密偵、兵A、男、雜兵A、男行商人、商人、朝倉兵A、農民C、手下D、村人A、渾身）
- 川柳少女（交流會的大叔C）
- XL上司。（社員②）
- 刺客守則（觀眾、金的部下）
- 警視廳 特務部 特殊凶惡犯對策室 第七課 -特7-（江口）

2020年
- 戀愛中的小行星（JAXA 解說員）
- 歌舞伎町夏洛克（計程車司機）
- 王者天下 第3期（田永）
- 『催眠麥克風 -Division Rap Battle-』Rhyme Anima（警部、課長、老店主、雷電坊、背負鶴）
- 魔女之旅（役員）

2021年
- 王者天下 第3期（蒙驁軍副官A、李白軍副官、報告人員B、秦副官A、秦兵B、桓騎兵C、文官2、蒙武兵A、汗明兵B、秦軍兵A、麃公兵A、秦報告人員、蕞老人A、趙兵A、蕞的代表）
- 回復術士的重啟人生
- 奇巧計程車（廣播播音員）
- 因為不是真正的夥伴而被逐出勇者隊伍，流落到邊境展開慢活人生（魯道夫）
- 哆啦A夢（客②）

2022年
- 哆啦A夢（評論家）
- 東京24區（肉之萬來、新聞主播、記者、船長、蓋凱、校長、上流居民、研究員）
- SLOW LOOP-女孩的釣魚慢活-（大叔）
- 秘密內幕～女警的反擊～（男）
- 王者天下 第4期（千人將、臣、成蟜兵、文官、蒲鶮兵、田永、王鳳隊員、飛信隊員、側近、傳令、秦兵、反叛軍士兵、衛兵）
- VAZZROCK THE ANIMATION（監督）
- 彼得·格里爾的賢者時間 Super Extra（貝西達利亞）
- 我的英雄學院 第6期（CRC團員）

2023年
- 哆啦A夢（郵局）
- THE MARGINAL SERVICE（記者、其他隊員、警備員、半魚人、境界人、幹部、看守、研究員）
- 天國大魔境（不滅教團）
- 她去公爵家的理由
- 黑暗集會（夜宵的父親、男學生、學生、靈、武士、水子靈、男、刑事、教導主任、急救隊員）
- 龍族拼圖（職員）
- 戰鬥陀螺 X（陣内馬力）
- 『催眠麥克風 -Division Rap Battle-』Rhyme Anima+（犯人、課長）
- MF GHOST 燃油車鬥魂（Second B、山谷、男性A、男性）
- 鴨乃橋論的禁忌推理（鑑識、工作人員）
- 聖劍學院的魔劍使（士兵）
- 靠著魔法藥水在異世界活下去！（指揮官）
- 魔法使的新娘 SEASON2（衝浪者）
- 川越男子歌唱團（圍觀者）
- 我的推是壞人大小姐。（薩拉斯·利利烏姆）

2024年
- 王者天下 第5期（田永、雷土兵、離眼兵、飛信隊、桓騎兵、秦傳令）
- 迷宮飯（村人1）
- 名偵探柯南（作業員）
- 狼與辛香料 MERCHANT MEETS THE WISE WOLF（刺客）
- 我的英雄學院 第7期（特派員）
- 蜻蛉高球（惡礫島男）
- 新幹線變形機器人：變革世代（最上伽瑪[3]）
- 擅長逃跑的殿下（諏訪盛高、諏訪時繼）
- 寶可夢 地平線（客）
- 異世界悠閒紀行～邊養娃邊當冒險者～（菜店）
- 烏鴉不擇主（鵄的手下）
- MF GHOST 燃油車鬥魂 2nd Season（料理店店員、山谷、事務員A）
- 成為名留歷史的壞女人吧（誘拐犯）
- 蜻蛉高球 第2期（島真一郎）
- 平凡職業造就世界最強 season 3（帝國兵）
- 戰鬥陀螺 X（門下生、教授）

2025年
- 歡迎來到日本，妖精小姐。（手下B、街上的男人A）
- 卡片戰鬥！！先導者 Divinez DELUXE篇（傭人）
- 戰鬥陀螺 X（黑衣人、職員）
- 一兆＄遊戲（鳶職人）
- UniteUp! 眾星齊聚 -Uni:Birth-（製作人）
- 地。-關於地球的運動-（衛兵）
- 離開A級隊伍的我，和從前的弟子往迷宮深處邁進（護衛A）
- 異修羅 第2期（傭兵）
- 華Doll*-Reinterpretation of Flowering-（醫護人員、八卦記者、偶像F、考官、工作人員）
- 凸變英雄X（記者、乘客、MC）
- 正義使者 -我的英雄學院之非法英雄-（肌肉質男、助理監督）

### 劇場版動畫
2019年
- 青春豬頭少年不會夢到懷夢美少女（校長）

2022年
- 電影版 奇巧計程車：撲朔謎林

2013年
- 留級魔女 風嘉與黑之魔女（同班同學）

### 網路動畫
2020年
- 日本沉沒2020（發怒男）

2023年
- PLUTO ～冥王～（警官B）

2024年
- 決鬥大師 LOST 〜月下的死神〜（年長刑事）

### 遊戲
2012年
- 靜籟之空 ～獻給失落之星的詩～

2017年
- 星際大戰：戰場前線II Season9

2018年
- 復活聯盟（戴拿·託伊·哈特、Sparkling Dragon）
- 失落的方舟（ミカエル、看守長タリエル、バーテンダーロイ）

2019年
- 寶可夢Ga-Olé（[4]）
- 往日不再
- 元氣封神:Reverse（燃燈、閻魔、館長[5]）
- 逆轉奧賽羅尼亞
- 問答RPG 魔法使與黑貓維茲（[6][7]）
- 決鬥大師PLAY'S（聖霊王アヴァラス、クリスタル・パラディン、超神龍バイラス・テンペスト）

2020年
- 王者天下DASH!!（田永）
- 奇妙人生2
- UTOPIA GATE～雙子女神與飛往未來之翼～（[8]）
- Final Fantasy VII 重製版
- 毘盧遮那戰姬～源平飛花夢想～（吉次信高[9]）
- 刺客教條：維京紀元（ヘレフリス）
- 蜘蛛人：邁爾斯·莫拉雷斯

2021年
- 審判之逝：湮滅的記憶（赤池靖史）

2022年
- 地平線 西域禁地
- 寶可夢大師EX（等離子隊手下〈男〉）

2023年
- 歧路旅人II（[10]）

2024年
- 哥布林殺手 另一冒險者 夢魘盛宴
- 東京謎影者（[11]）
- 暗喻幻想：ReFantazio

## 外部連結
- 石黒 史剛：Ishiguro Fumitake｜株式会社ケンユウオフィス
- 石黑史剛的X（前Twitter）